# العلاقات السلوفاكية السويسرية
العلاقات السلوفاكية السويسرية هي العلاقات الثنائية التي تجمع بين سلوفاكيا وسويسرا.

## مقارنة بين البلدين
هذه مقارنة عامة ومرجعية للدولتين:
| وجه المقارنة                                              | سلوفاكيا                                                       | سويسرا                                                                                      |
| --------------------------------------------------------- | -------------------------------------------------------------- | ------------------------------------------------------------------------------------------- |
| المساحة (كم2)                                             | 49.03 ألف                                                      | 41.28 ألف                                                                                   |
| عدد السكان (نسمة)                                         | 5.44 مليون                                                     | 8.21 مليون                                                                                  |
| الكثافة السكانية (ن./كم²)                                 | 110.95                                                         | 198.89                                                                                      |
| العاصمة                                                   | براتيسلافا                                                     | برن                                                                                         |
| اللغة الرسمية                                             | اللغة السلوفاكية                                               | اللغة الألمانية، اللغة الإيطالية، لغة فرنسية، اللغة الرومانشية، الألمانية السويسرية الموحدة |
| العملة                                                    | كرونة سلوفاكية، يورو                                           | فرنك سويسري                                                                                 |
| الناتج المحلي الإجمالي (بليون دولار)                      | 95.77 مليار                                                    | 678.89 مليار                                                                                |
| الناتج المحلي الإجمالي (تعادل القوة الشرائية) بليون دولار | 162.34 مليار                                                   | 518.07 مليار                                                                                |
| الناتج المحلي الإجمالي الاسمي للفرد دولار أمريكي          | 16.09 ألف                                                      | 80.94 ألف                                                                                   |
| الناتج المحلي الإجمالي للفرد دولار أمريكي                 | 30.46 ألف                                                      | 59.54 ألف                                                                                   |
| مؤشر التنمية البشرية                                      | 0.844                                                          | 0.930                                                                                       |
| رمز المكالمات الدولي                                      | +421                                                           | +41                                                                                         |
| رمز الإنترنت                                              | .sk                                                            | .ch، .swiss ‏                                                                                |
| المنطقة الزمنية                                           | توقيت وسط أوروبا، ت ع م+01:00، ت ع م+02:00، أوروبا/براتيسلافا ‏ | توقيت وسط أوروبا، ت ع م+01:00، ت ع م+02:00، أوروبا/زيورخ ‏                                   |

## مدن متوأمة
في ما يلي قائمة باتفاقيات التوأمة بين مدن سلوفاكية وسويسرية:
- ترتبط روفيتسا مع أوستر باتفاقية توأمة.
- ترتبط روجنافا مع غلروس باتفاقية توأمة.
- ترتبط بانسكا شتيفنيتسا مع Hünenberg [الإنجليزية]‏ باتفاقية توأمة.
- ترتبط سينيتسا مع Herzogenbuchsee [الإنجليزية]‏ باتفاقية توأمة.

## منظمات دولية مشتركة
يشترك البلدان في عضوية مجموعة من المنظمات الدولية، منها:
| علم المنظمة | اسم المنظمة                               | تاريخ انضمام سلوفاكيا | تاريخ انضمام سويسرا |
| ----------- | ----------------------------------------- | --------------------- | ------------------- |
|             | مؤسسة التمويل الدولية                     | 1993                  | 29 مايو 1992        |
|             | مجموعة أستراليا                           | 1994                  | 1987                |
|             | يونسكو                                    | 9 فبراير 1993         | 28 يناير 1949       |
|             | مجموعة الموردين النوويين                  | ?                     | ?                   |
|             | الوكالة الدولية للطاقة                    | ?                     | ?                   |
|             | مؤسسة التنمية الدولية                     | 1993                  | 29 مايو 1992        |
|             | منظمة التعاون الاقتصادي والتنمية          | ?                     | ?                   |
|             | المركز الدولي لتسوية المنازعات الاستشارية | 26 يونيو 1994         | 14 يونيو 1968       |
|             | وكالة ضمان الاستثمار متعدد الأطراف        | 1993                  | 12 أبريل 1988       |
|             | منظمة حظر الأسلحة الكيميائية              | ?                     | ?                   |
|             | الاتحاد الدولي للاتصالات                  | 23 فبراير 1993        | 1866                |
|             | الأمم المتحدة                             | 19 يناير 1993         | 10 سبتمبر 2002      |
|             | منظمة الشرطة الجنائية الدولية             | ?                     | ?                   |
|             | البنك الدولي للإنشاء والتعمير             | 1993                  | 29 مايو 1992        |
|             | منظمة الأمن والتعاون في أوروبا            | 1993                  | 25 يونيو 1973       |
|             | الاتحاد البريدي العالمي                   | ?                     | ?                   |
|             | منظمة التجارة العالمية                    | ?                     | ?                   |
|             | الفريق المعني برصد الأرض                  | ?                     | ?                   |
|             | المنظمة الأوروبية لسلامة الملاحة الجوية   | 1997                  | 1992                |

## أعلام
هذه قائمة لبعض الشخصيات التي تربطها علاقات بالبلدين:
- بيلندا بنشيتش (لاعبة كرة مضرب سويسرية، 10 مارس 1997 – )
- ميركا فافرينيتش (لاعبة كرة مضرب سويسرية، 1 أبريل 1978 – )
- ميلو مواريه (1983 – )

## وصلات خارجية
- موقع وزارة الخارجية السلوفاكية
- موقع وزارة الخارجية السويسرية